# (9739) Powell
(9739) Powell (1987 SH7) – planetoida z pasa głównego asteroid okrążająca Słońce w ciągu 2,7 lat w średniej odległości 1,94 j.a. Odkryta 26 września 1987 roku.